# Bond County
Bond County is een county in de Amerikaanse staat Illinois.
De county heeft een landoppervlakte van 985 km² en telt 17.633 inwoners (volkstelling 2000). De hoofdplaats is Greenville.

## Foto's

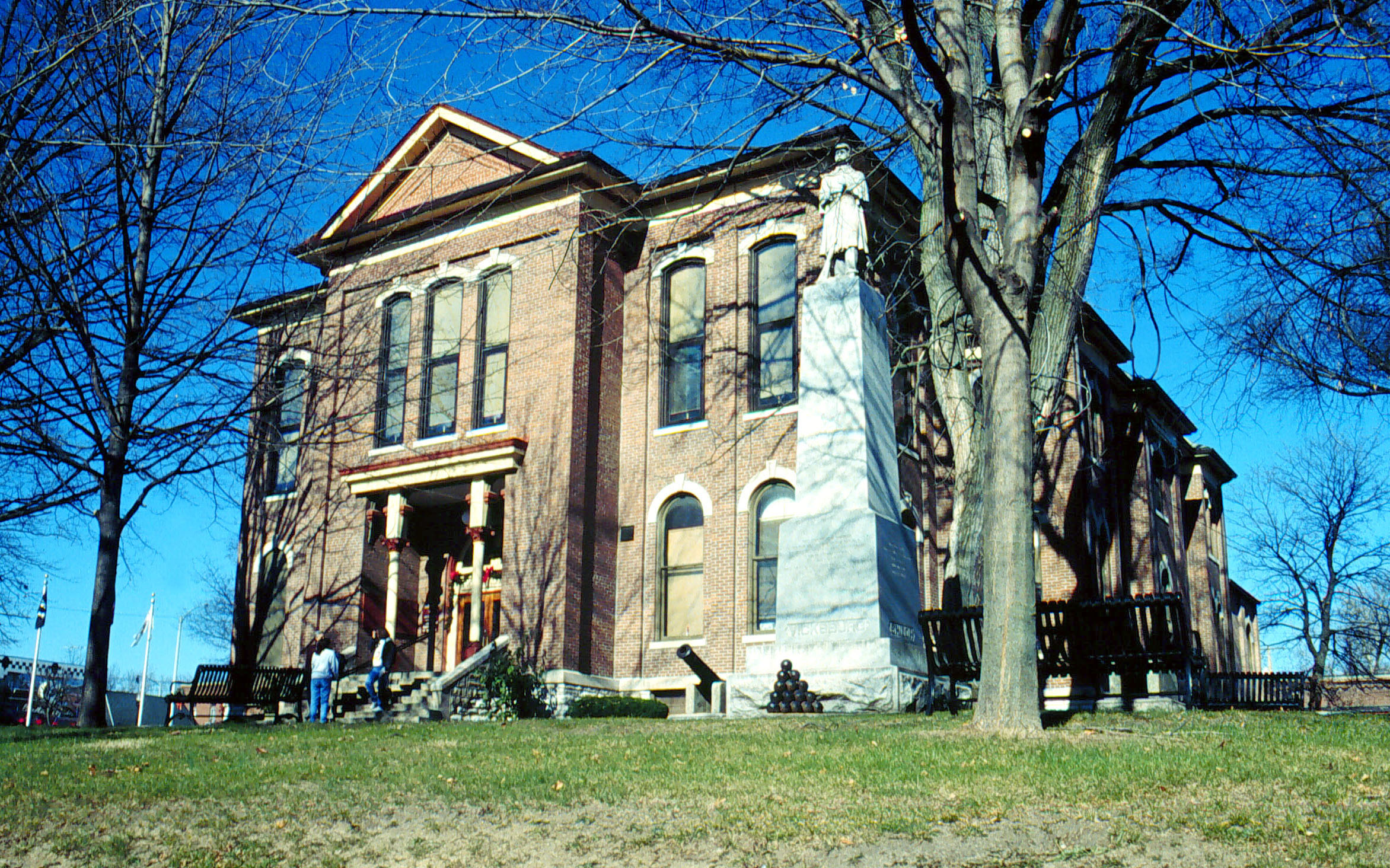
Rechtbank